# Rejta
Rejta jsou vesnice, základní sídelní jednotka a část města Trhové Sviny v okrese České Budějovice. Nachází se asi jeden kilometr jihovýchodně od Trhových Svinů. Vesnicí protéká Svinenský potok.

## Pamětihodnosti
- Kaple Nanebevstoupení Páně z roku 1896
- Hamr Na Rejtech
- Kaplička u Hamerského rybníka

## Fotogalerie

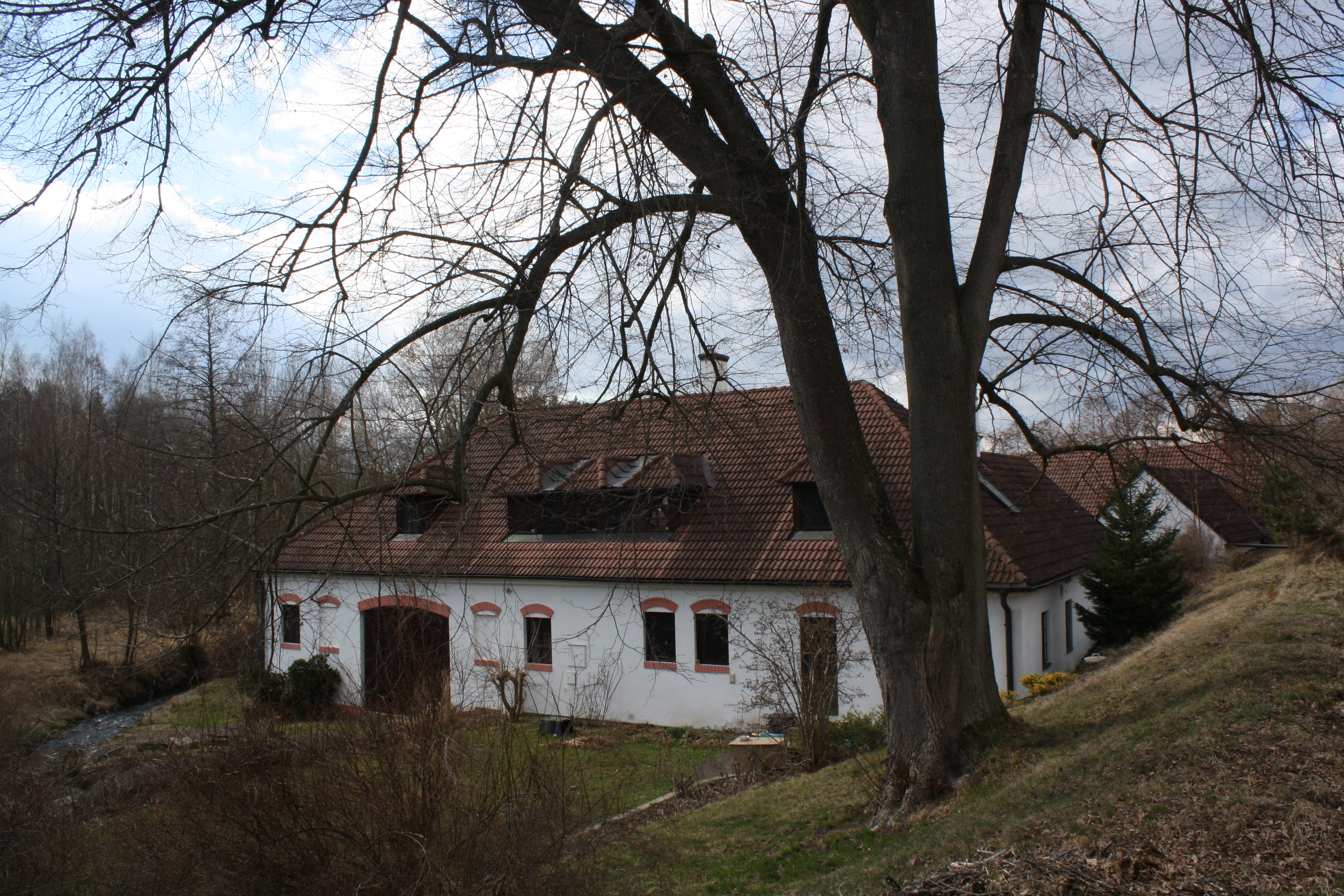
Hamr
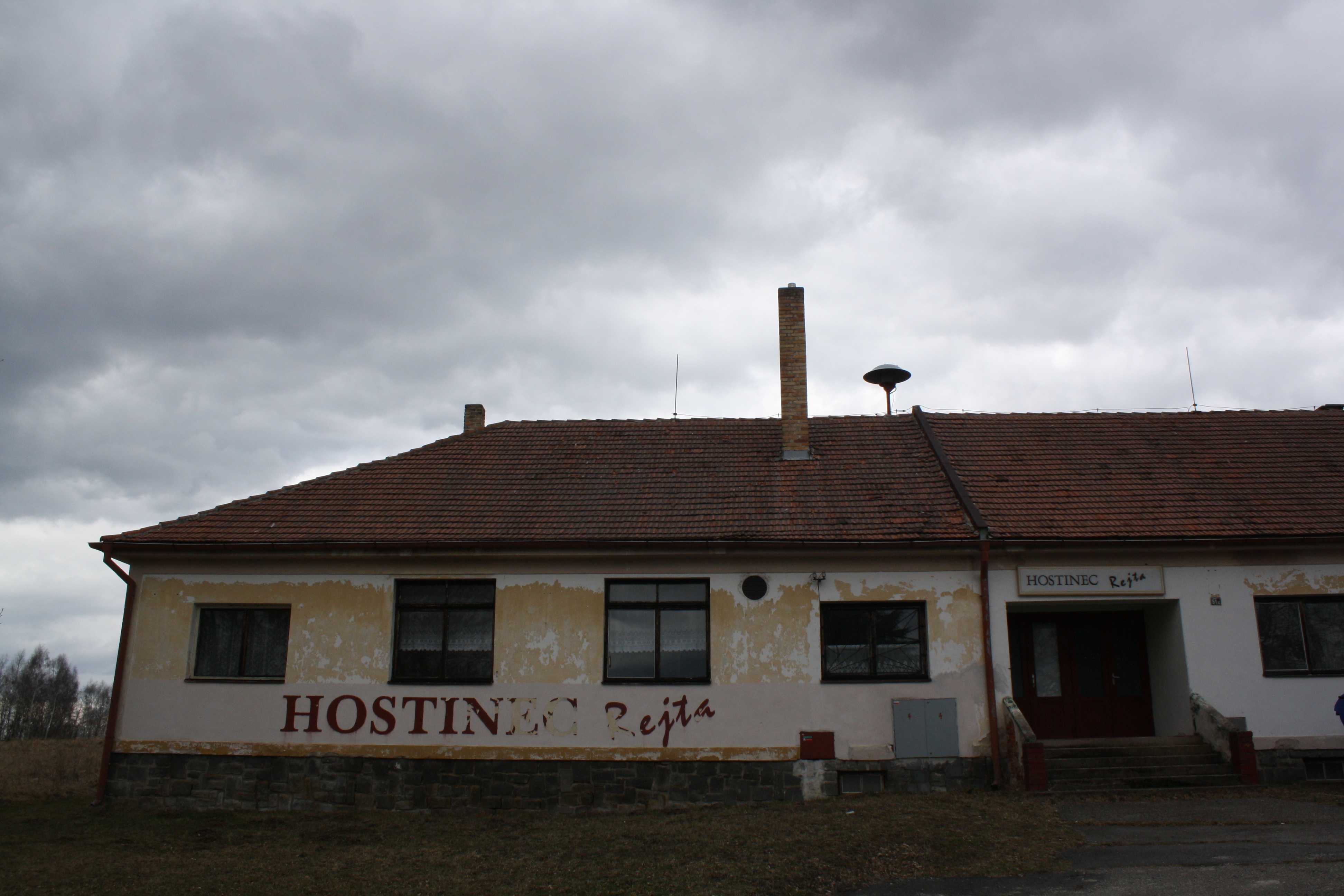
Bývalý hostinec
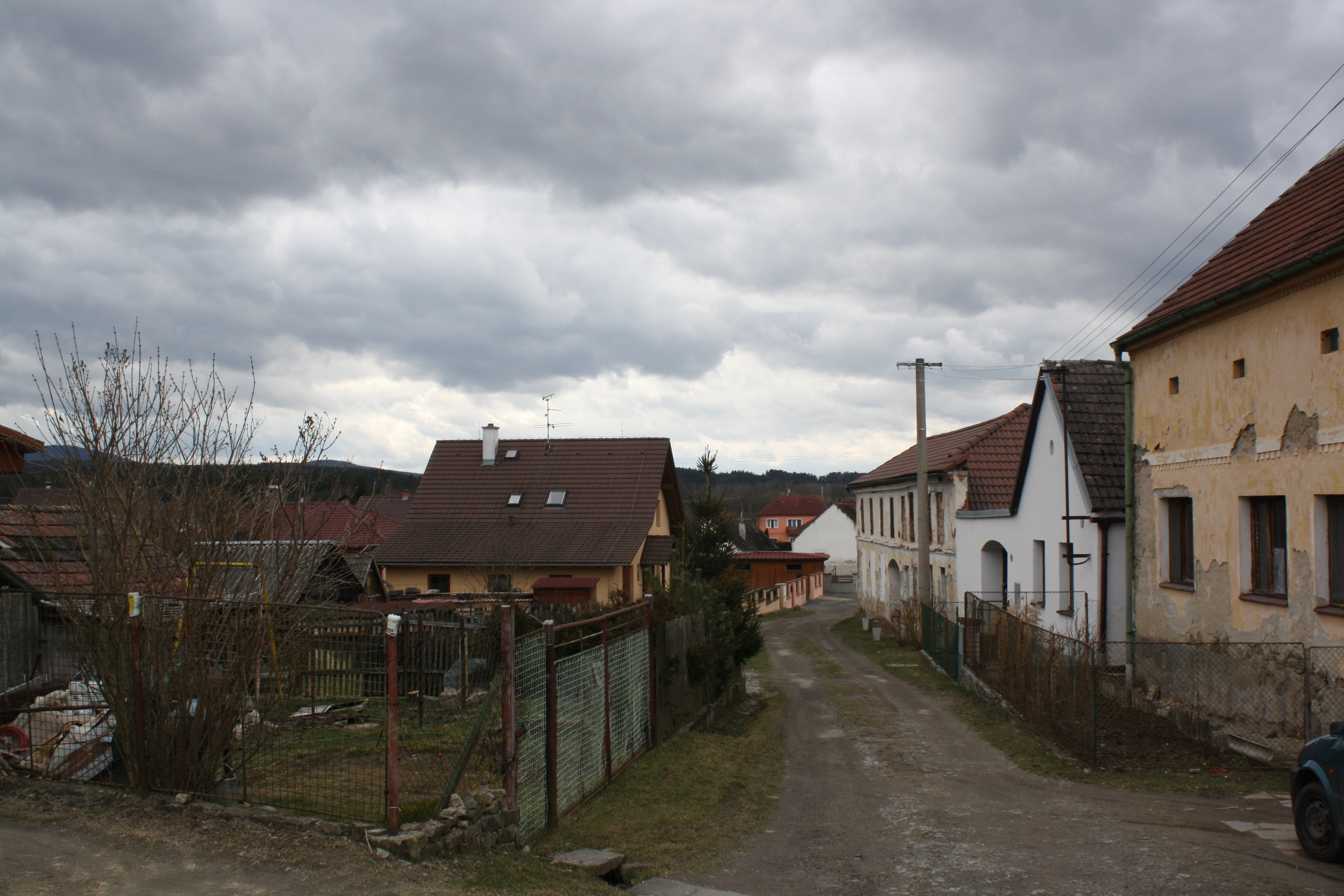
Ulice